# Длинноносый филодриас
Длинноносый филодриас, или аргентинский филодриас (лат. Philodryas baroni) — вид змей семейства ужеобразных рода филодриасов, или кустарниковых змей. Латинское название P. baroni в честь Мануэля Барона Морлата, собравшего первые образцы вида.

## Описание
Длинноносый филодриас достигает 150—180 см в длину и является самым крупным видом рода. Самцы мельче, чем самки. Хвост составляет около 30 % длины тела. Голова небольшая продолговатая с удлинённым рострумом, который формирует небольшой подвижный назальный отросток, более развитый у самцов. Окраска значительно варьирует. Обычно змеи этого вида зелёные, но встречается также синяя и коричневая окраска. Рисунок может быть одноцветным или с чёрными продольными полосами, тянущимися по первой трети тела. Вентральная поверхность под чёрными полосами может быть белая или желтовато-белая, иногда с зелёным или синим оттенком. Относится к заднебороздчатым змеям, то есть имеют складывающиеся назад ядовитые клыки с бороздками. Яйцекладущие.

## Поведение
Длинноносый филодриас является исключительно древесной змеёй, активен днём. Вид, как правило, не агрессивный. Будучи потревоженным выпускает неприятно пахнущую субстанцию из клоаки. Питаются мелкими мышами, ящерицами и земноводными. Яд не сильный, но может вызвать местный отёк, сопровождающийся небольшим жжением и небольшим местным кровотечением.

## Ареал и местообитание
Вид встречается в Аргентине, Боливии и Парагвае. Обитает в лесах и лесных саваннах.